# Protobothrops
Protobothrops – rodzaj jadowitych węży z podrodziny grzechotników (Crotalinae) w rodzinie żmijowatych (Viperidae).

## Zasięg występowania
Rodzaj obejmuje gatunki występujące w Azji (Chiny, Indie, Bhutan, Nepal, Bangladesz, Mjanma, Tajlandia, Laos, Wietnam, Japonia i Tajwan). 

## Systematyka

### Etymologia
- Protobothrops: gr. πρωτο- prōto- „pierwszy, świeży”[9]; rodzaj Bothrops Wagler, 1824[2].
- Triceratolepidophis: gr. τρεις treis, τριων triōn „trzy”; κερας keras, κερατος keratos „róg”; λεπις lepis, λεπιδος lepidos „łuska, płytka”, od λεπω lepō „łuszczyć”; οφις ophis, οφεως opheōs „wąż”[4]. Gatunek typowy: Triceratolepidophis sieversorum Ziegler, Herrmann, David, Orlov & Pauwels, 2000.
- Ceratrimeresurus: gr. κερας keras, κερατος keratos „róg”[10]; rodzaj Trimeresurus Lacépède, 1804[5]. Gatunek typowy: Ceratrimeresurus shenlii Liang & Liu, 2003 (= Trimeresurus cornutus M.A. Smith, 1930).
- Zhaoermia: Feng-Jiao Zhang, chiński herpetolog; rodzaj Ermia Zhang, 1992[6]. Nazwa zastępcza dla Ermia Zhang, 1992 (nazwa zajęta przez Ermia Popov, 1957 (Orthoptera)).

### Podział systematyczny
Do rodzaju należą następujące gatunki: 
- Protobothrops cornutus (Smith, 1930) – trwożnica rogata[11]
- Protobothrops dabieshanensis Huang, Pan, Han, Zhang, Hou, Yu, Zheng & Zhang, 2012
- Protobothrops elegans (Gray, 1849)
- Protobothrops flavirostris Grassby-Lewis, Brakels, Maury, Sitthivong, Frohlich, Pawangkhanant, Idiiatullina, Nguyen & Poyarkov, 2025
- Protobothrops flavoviridis (Hallowell, 1861) – trwożnica habu[12]
- Protobothrops himalayanus Pan, Chettri, Yang, Jiang, Wang, Zhang & Vogel, 2013
- Protobothrops jerdonii (Günther, 1875)
- Protobothrops kaulbacki (Smith, 1940)
- Protobothrops kelomohy Sumontha, Vasaruchapong, Chomngam, Suntrarachun, Pawangkhanant, Sompan, Smits, Kunya & Chanhome, 2020
- Protobothrops mangshanensis (Zhao, 1990)
- Protobothrops maolanensis Yang, Orlov & Wang, 2011
- Protobothrops mucrosquamatus (Cantor, 1839) – trwożnica chińska[11]
- Protobothrops sieversorum (Ziegler, Herrmann, David, Orlov & Pauwels, 2000)
- Protobothrops tokarensis (Nagai, 1928)
- Protobothrops trungkhanhensis Orlov, Ryabov & Nguyen, 2009
- Protobothrops xiangchengensis (Zhao, Jiang & Huang, 1978)